# Gouvernement Cairoli III
Royaume d'Italie
Cairoli II Depretis IV
Le gouvernement Cairoli III (Governo Cairoli III, en italien) est le gouvernement du royaume d'Italie entre le 25 novembre 1879 et le 29 mai 1881, durant la XIIIe législature et la XIVe législature.

## Composition
Composition du gouvernement
- Gauche historique

### Président du conseil des ministres
Benedetto Cairoli